# Кенит Сквер (Пенсилванија)
Кенит Сквер (енгл. Kennett Square) град је у америчкој савезној држави Пенсилванија.

## Демографија
По попису из 2010. године број становника је 6.072, што је 799 (15,2%) становника више него 2000. године.
| Група             | 2000.         | 2010.         |
| Белци             | 3.183 (60,4%) | 2.596 (42,8%) |
| Афроамериканци    | 541 (10,3%)   | 438 (7,2%)    |
| Азијати           | 86 (1,6%)     | 48 (0,8%)     |
| Хиспаноамериканци | 1.470 (27,9%) | 2.963 (48,8%) |
| Укупно            | 5.273         | 6.072         |